# Castle Loch (Lochmaben)
Castle Loch ist ein Süßwassersee in der traditionellen Grafschaft Dumfriesshire in der schottischen Council Area Dumfries and Galloway. Er liegt am Südrand der Ortschaft Lochmaben.
Der See ist nicht zu verwechseln mit dem ebenfalls in Dumfries and Galloway auf der Halbinsel The Machars gelegenen gleichnamigen See.

## Beschreibung
Der See liegt auf einer Höhe von 46 Metern über dem Meeresspiegel. Castle Loch weist eine Länge von 1,3 Kilometern bei einer maximalen Breite von 940 Metern auf, woraus sich eine Fläche von 75 Hektar und ein Umfang von vier Kilometern ergeben. Seine Form ähnelt der einer steinzeitlichen Pfeilspitze, an dessen nordnordwest-weisender Spitze sich Lochmaben befindet.
Am Westufer des Castle Loch mündet der aus dem Kirk Loch abfließende Vendace Burn ein, welcher das Seevolumen von 1.493.379 Kubikmetern speist. Das Einzugsgebiet von Castle Loch beträgt 7,5 km². Der verhältnismäßig flache See besitzt eine durchschnittliche Tiefe von zwei Metern und eine maximale Tiefe von 3,4 Metern. Am Südufer fließt der Valison Burn ab, der 3,5 Kilometer südlich in den Annan mündet, der schließlich in den Solway Firth entwässert.
In den 1880er Jahren wurde der See als fisch- und artenreich beschrieben. Darunter befand sich auch eine Population, der in Schottland seltenen Kleinen Maränen. Am dritten Dienstag des Julis wurden sie durch den lokalen Vendace Club mittels Netzen gefischt. Mit der Eröffnung eines Klärwerks im Jahre 1911 verschwand die Population.
Auf einer Landspitze am Südufer befinden sich die Ruinen des aus dem 15. Jahrhundert stammenden Lochmaben Castle. Zuvor befand sich eine mittelalterliche Burg am Nordufer, deren Motte erhalten ist.